# Ушите (Витоша)
Вижте пояснителната страница за други значения на Ушите.
Ушите е връх в планината Витоша. Намира се на Платото, на надморска височина 1906 метра.
Близо до връх Ушите минава пътеката от хижа „Алеко“ през платото за хижа „Тинтява“. При стълб №109 от маркировката се намира заслон „Ушите“ (1865 м н. в.), който е разположен на югоизточния полегат склон на върха и преди е бил спасителен пункт на ПСС. Оттук може да бъде изкачен върха. Може да се стигне за около 1 час и 2 часа от тези хижи.